# Tomasz Kulisiewicz
Tomasz Maria Kulisiewicz (ur. 25 czerwca 1949 w Warszawie) – analityk rynku komunikacji elektronicznej, dziennikarz i tłumacz.

## Życiorys
W latach 1969–1974 studiował informatykę na Wydziale Elektrycznym Politechniki Budapeszteńskiej, gdzie uzyskał tytuł magistra inżyniera, następnie (w latach 1975–1981) pracował jako informatyk w Centralnym Ośrodku Informatyki Drogownictwa w Warszawie, a w latach 1982–1992 na Węgrzech, na różnych stanowiskach w polskich firmach montażowych w przemyśle motoryzacyjnym oraz energetyce.
W latach 80. zajmował się przekładami z języka węgierskiego książek socjologicznych, informatycznych i fantastycznych.
W latach 1992–2008 dziennikarz prasy informatycznej (w „PCkurierze” zastępca redaktora naczelnego (1992–1997), w „Teleinfo” (1997–2001) i „elektronicznej Administracji” (2005–2008) redaktor naczelny, w „Prawie i Ekonomii w Telekomunikacji” redaktor prowadzący, potem członek kolegium redakcyjnego w czasopisma „Czas Informacji”). Od 2001 roku ekspert Centrum im. Adama Smitha, konsultant w dziedzinie informatyki i telekomunikacji, analityk rynku, w latach 2001–2003 doradca Polskiej Izby Informatyki i Telekomunikacji.
Od 2005 roku analityk wiodący w firmie Audytel, od 2009 roku współpracownik firmy Disruptive Concepts oraz zespołów badawczych kilku uczelni warszawskich. Autor wielu artykułów i opracowań dotyczących informatyki, e-administracji, otwartego rządu, wykorzystania otwartych danych w administracji publicznej oraz rynku IT. Prowadzi własną firmę „Studio Promocji MiT”.
W czerwcu 2015 roku obronił doktorat z informatologii w Instytucie Informacji Naukowej i Studiów Bibliologicznych na Wydziale Historycznym Uniwersytetu Warszawskiego pt. Sprzeczności i niespójności w postrzeganiu roli informacji w administracji i gospodarce oraz w życiu społecznym (promotor: Mieczysław Muraszkiewicz).  
Jego żoną jest Magdalena Schweinitz-Kulisiewicz (ur. w 1949 roku), hungarystka; mają dwoje dzieci (ur. w 1980 i 1989 roku).

## Działalność społeczna i profesjonalna
Kierował panelami tematycznymi w Narodowym Programie Foresight Polska 2020 (panel „Nowe Media”), Foresight Kadr Nowoczesnej Gospodarki („Technologie informacyjne i telekomunikacyjne”), Akademickie Mazowsze 2030 (panel „Strategiczne kierunki kształcenia”). Członek Rady Sądu Polubownego ds. Domen Internetowych przy Polskiej Izbie Informatyki i Telekomunikacji, Zarządu Oddziału Mazowieckiego Polskiego Towarzystwa Informatycznego, Komitetu Sterującego Polskiej Platformy Technologii Mobilnych i Komunikacji Bezprzewodowej, członek Kapituły Nagrody Info Star i Kapituły Nagrody im. Marka Cara. Współzałożyciel inicjatywy Internet Obywatelski (2001), Stowarzyszenia „Komputer w Firmie” (2003) i Forum Nowoczesnej Administracji Publicznej (2008). Członek zespołów badawczych Fundacji MOST przy Politechnice Warszawskiej oraz Stowarzyszenia Innowacyjna Polska Wschodnia, współpracownik Zakładu Gospodarki Informacyjnej i Społeczeństwa Informacyjnego SGH. Jest współzałożycielem i od momentu założenia (31 maja 2012 roku) zastępcą dyrektora  Fundacji „Ośrodek Studiów nad Cyfrowym Państwem”. Jest również współzałożycielem i od momentu rejestracji (24 stycznia 2013 roku) członkiem Rady Stowarzyszenia „Eurocloud Polska”.

## Ważniejsze publikacje

### Tłumaczone książki

#### z języka węgierskiego
- Péter Lengyel, Druga planeta słońca Ogg, „Iskry”, Warszawa 1982
- Péter Zsoldos, Zadanie, „Iskry”, Warszawa 1982
- György Aczél, Kontynuacja i odnawianie się, „Książka i Wiedza”, Warszawa 1984
- Tibor Gánti, Podstawy życia, „Wiedza Powszechna”, Warszawa 1986
- Elemér Hankiss, Pułapki społeczne, „Wiedza Powszechna”, Warszawa 1986
- György Kalmár, Indira Gandhi, „Książka i Wiedza”, Warszawa 1989
- Dezső Kosztolányi, Noc poślubna: opowiadania (tłum. wspólnie z Magdaleną Schweinitz-Kulisiewicz), Wydawnictwo Literackie, Kraków 1989
- Dénes Lengyel (oprac.) Korona i miecz: opowieści z dziejów Węgier (tłumaczenie w zespole), „Nasza Księgarnia” Warszawa 1990

#### z języka angielskiego
- J. M. Brady, Informatyka teoretyczna w ujęciu programistycznym (razem z Andrzejem Skowronem), „Wydawnictwa Naukowo-Techniczne”, Warszawa 1983

### Książki z zakresu informatyki, telekomunikacji i e-administracji
- Perspektywy polskiego rynku telekomunikacyjnego: (liberalizacja, regulacja, technologie) (red. Tomasz Kulisiewicz), wydawca: Instytut III Rzeczypospolitej. Ośrodek Studiów i Analiz Gospodarczych, Instytut Badań nad Gospodarką Rynkową. Centrum Studiów Regulacyjnych, Gdańsk–Warszawa 2003
- Stan infrastruktury ICT w firmach województwa mazowieckiego (e-book, wspólnie z Markiem Średniawą), MGG Conferences, 2012
- Kierunki rozwoju technologii informacyjnych oraz ich zastosowań w sektorze MSP (e-book, wspólnie z Markiem Średniawą), MGG Conferences, 2012

### Artykuły
- Firmy sektora MSP a administracja publiczna (wspólnie z Robertem Kamińskim), Elektroniczna Administracja: dwumiesięcznik o nowoczesnej administracji publicznej, 2007, nr 4, s. 40–44
- Kod pocztowy a dokumenty osobiste, Elektroniczna Administracja: dwumiesięcznik o nowoczesnej administracji publicznej, 2006, nr 3, s. 41–48
- Internetowe głosowania – wyobrażenia i rzeczywistość, Elektroniczna Administracja: dwumiesięcznik o nowoczesnej administracji publicznej, 2007, nr 2, s. 59–64
- Strategia rozwoju społeczeństwa informacyjnego – nowa odsłona (wspólnie z Robertem Kamińskim), Elektroniczna Administracja: dwumiesięcznik o nowoczesnej administracji publicznej, 2008, nr 6, s. 2–8
- Administracja publiczna w przewidywaniach – Program Foresight 2020, Elektroniczna Administracja: dwumiesięcznik o nowoczesnej administracji publicznej, 2008, nr 6, s. 15–20
- Nie ma wyboru: miasta muszą się rozwijać bardziej racjonalnie (wspólnie z Maciejem Kocięckim i Arkadiuszem Możdżeniem), Dziennik Gazeta Prawna: prawo, biznes, polityka, 2013, nr 195
- Redukacja obciążeń administracyjnych a wybrane zagadnienia informatyzacji administracji publicznej, Roczniki Kolegium Analiz Ekonomicznych, zeszyt 29 (2013), s. 131–150
- Aspekty prawne i ekonomiczne ponownego wykorzystania informacji publicznej dla informatyków – ujęcie praktyczne (wspólnie z A. Sobczakiem), Łódź 2013
- Otwarcie zasobów kultury: szkic modelu kosztów i korzyści, Roczniki Kolegium Analiz Ekonomicznych, zeszyt 33 (2014), s. 305–323
- On contradictions in the assessment of information and their impact on the e-government and e-health services and platforms, Zagadnienia Informacji Naukowej, vol. 52, nr 2 (2014), s. 32–46
- Systemy e-zdrowia: architektury informacyjne a oczekiwania społeczne, Roczniki Kolegium Analiz Ekonomicznych, zeszyt 38 (2015), s. 399–409
- Redukcja pozaprawnych barier ponownego wykorzystywania informacji sektora publicznego w: Jawność i jej ograniczenia (red. G. Szpor), Warszawa 2015
- Ponowne wykorzystanie informacji publicznej: korzyści, bariery, wyzwania, Roczniki Kolegium Analiz Ekonomicznych, zeszyt 42 (2016), s. 83–96
- Integrating the inDialogue Software into the Local Administration ICT Environment w: ICT for dialogue and inclusive decision-making (red. A. Przybylska), Berlin 2017
- Polskie komputery 1948–1989 Ţ produkcja i zastosowania na tle geopolitycznym i gospodarczym, w: High-tech za żelazną kurtyną (red. M. Sikora), Katowice–Warszawa 2017
- Własne konstrukcje, licencje, klony w: Polska informatyka: wizje i trudne początki (red. M. Noga, J.S. Nowak), Warszawa 2017
- Co dalej po szkole i uczelni – informatycy na krajowym rynku pracy (wspólnie z B. Ostrowską) w: Informatyka w edukacji – wokół nowej podstawy informatyki (red. A. B. Kwiatkowska, M.M. Sysło), Toruń 2017
- Transformacja miasta w miasto inteligentne: wyzwania dla administracji publicznej, Roczniki Kolegium Analiz Ekonomicznych, zeszyt 56 (2019), s. 133–147[2][6].

## Nagrody
- dwukrotny laureat Nagrody Info Star za propagowanie informatyki (1996 i 2002)[12].
- laureat nagrody Polskiej Izby Informatyki i Telekomunikacji (2008).
- Medal 70-lecia Polskiej Informatyki – przyznany przez Kapitułę PTI (2018).